# Швецов, Аркадий Дмитриевич
Арка́дий Дми́триевич Швецо́в (1892—1953) — советский конструктор авиационных двигателей, доктор технических наук (1940), генерал-лейтенант инженерно-авиационной службы (1948). Герой Социалистического Труда (1942). Лауреат четырёх Сталинских премий (1942, 1943, 1946, 1948).

## Биография
Родился 12 (24) января 1892 год в рабочем посёлке Нижне-Сергинского завода (ныне Нижние Серги Свердловской области) в семье школьного учителя Дмитрия Степановича Швецова и Евдокии Моисеевны Швецовой. В 1909 году окончил Алексеевское реальное училище в Перми (теперь — Пермский авиационный техникум имени А. Д. Швецова), а в 1921 году — Высшее техническое училище, получил диплом инженера‑механика по двигателям внутреннего сгорания.
Во время Первой мировой войны работал токарем на заводе «Динамо» в Москве. С 1922 года по 1934 год работал на авиамоторном заводе № 24 (г. Москва, ныне ФГУП НПЦГ «Салют»). Прошёл путь от заведующего техническим бюро до технического директора завода.
В 1925—1926 годах под руководством Швецова разработан пятицилиндровый звёздообразный авиационный двигатель М-11 — первый в СССР серийный авиационный двигатель воздушного охлаждения, который выпускался до 1940 года (в модификациях — до 1952) и использовался на самолётах У-2 (По-2), АИР-6, УТ-2, Як-18. Весной 1934 года был назначен главным конструктором завода № 19, а через четыре года также стал техническим директором.
В 1940 году А. Д. Швецову была присуждена учёная степень доктора технических наук. В 1943 году присвоено звание главного конструктора 1‑й степени по моторам.
6 марта 1944 года Постановлением Государственного комитета обороны «О введении новых названий авиационных моторов» двигателям ОКБ-19 был присвоен индекс «АШ» (аббревиатура «Аркадий Швецов»).
В 1944 году присвоено воинское звание генерал‑майора авиационно‑технической службы.
В 1947 году присвоено звание Генеральный конструктор.
В 1948 году Советом Министров СССР присвоено воинское звание генерал‑лейтенанта инженерно‑авиационной службы.
Депутат ВС СССР 2—3 созывов (с 1946 года).

Могила А. Д. Швецова на Новодевичьем кладбище

Умер в Москве 19 марта 1953 года. Похоронен в Москве на Новодевичьем кладбище (участок № 4).

## Семья
Первая жена — Нина Ивановна Швецова, погибла в железнодорожной катастрофе в 1939 году. Вторая жена — Мина Давидовна Грейсер (в первом браке Левенсон, 1895—?), преподаватель английского языка.

## Двигатель Wright R-1820

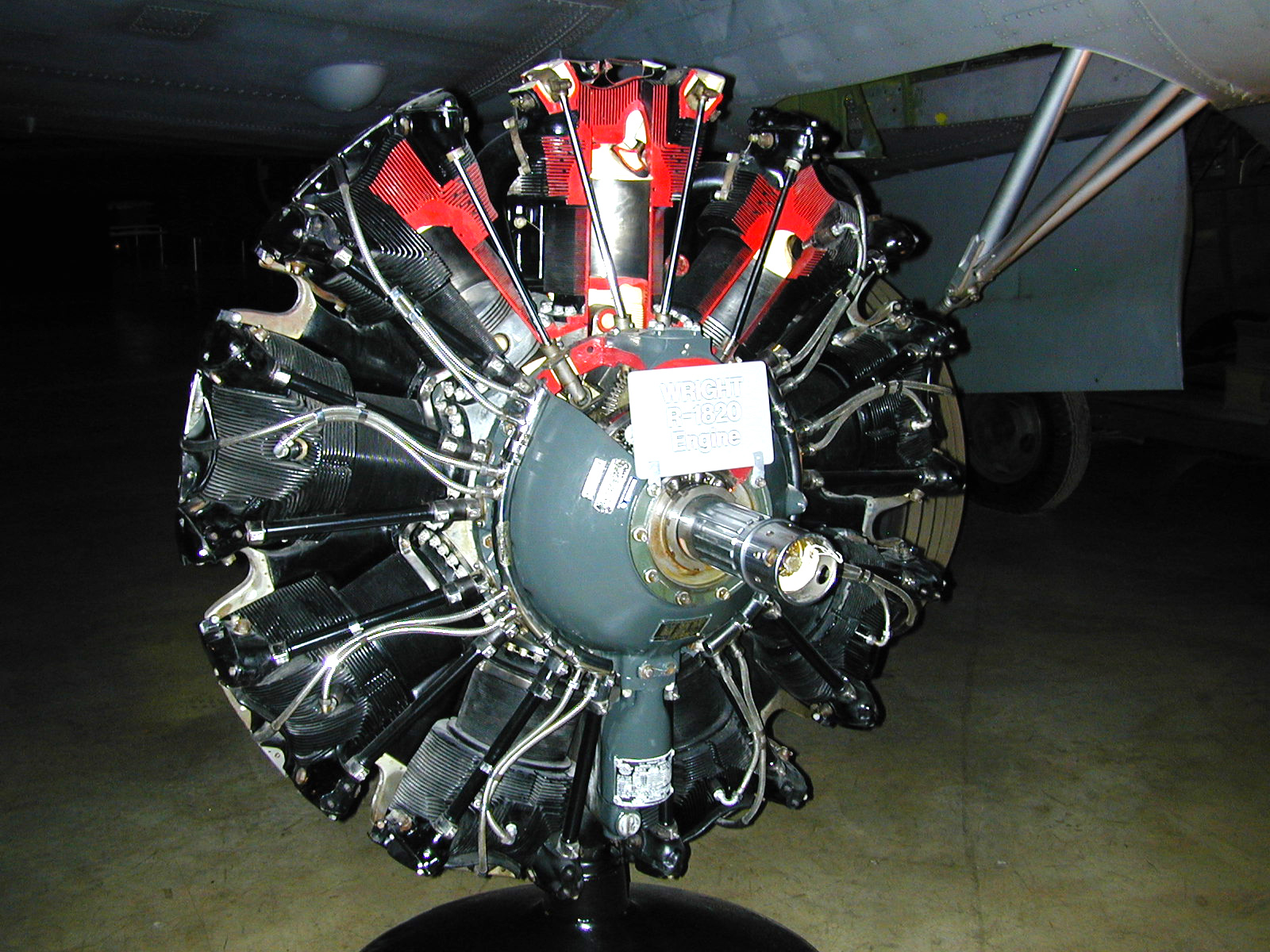
Wright R-1820 Cyclone

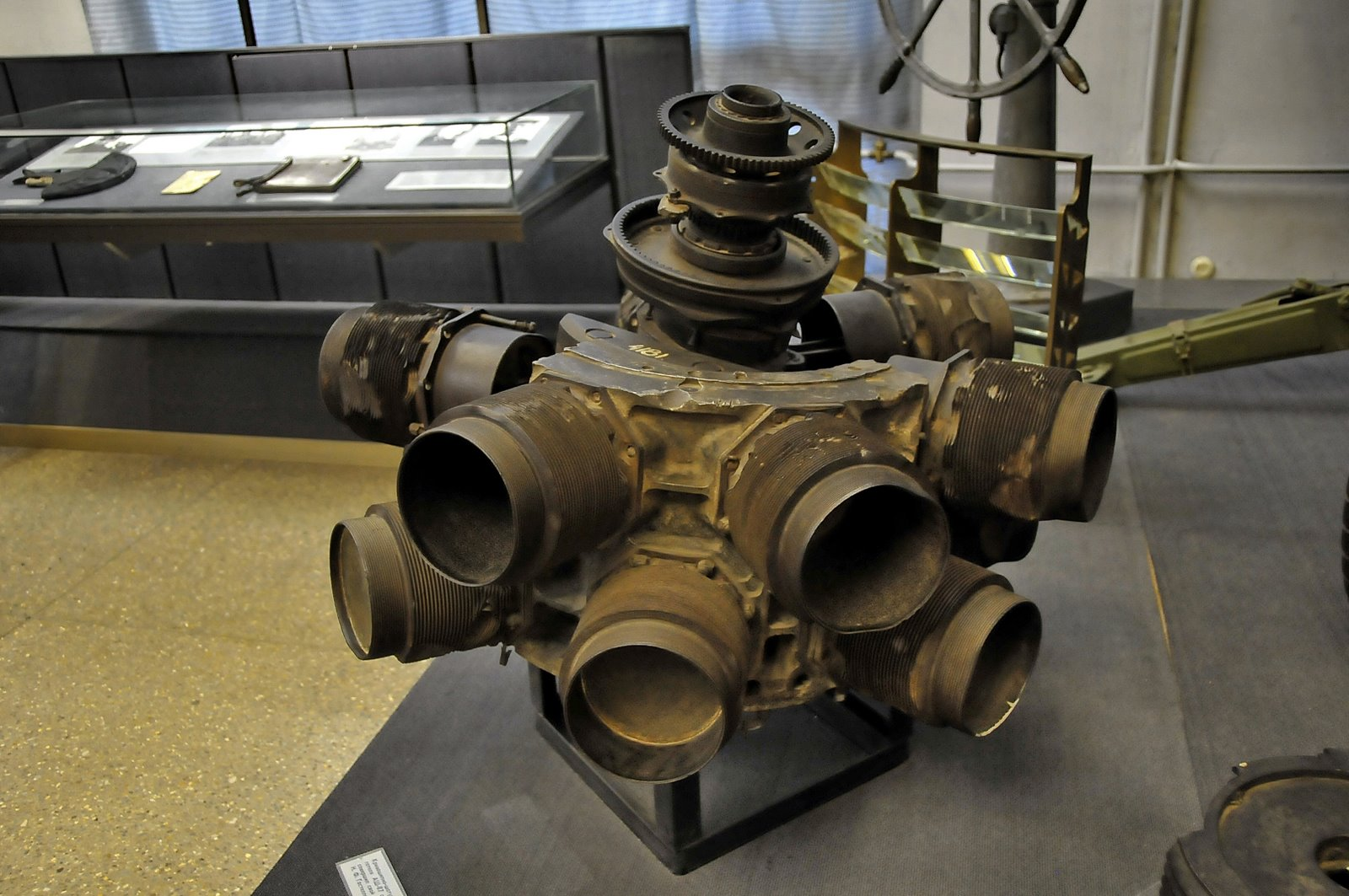
АШ-81 в Центральном музее Вооружённых Сил.

В 1934 году СССР закупил лицензию на американский радиальный двигатель Wright R-1820 Cyclone. Для освоения и адаптации двигателя построили завод № 19 в Перми, техническим директором и главным конструктором которого назначили А. Д. Швецова, который в 1931-34 гг. был в командировке в США на заводе Curtiss-Wright. В 1939 году конструкторский отдел завод преобразован в ОКБ-19, главным конструктором которого назначен Швецов.
В 1947 году А. Д. Швецову присвоили звание «Генеральный конструктор».
Генерал-лейтенант (17.7.1948).

## Двигатели, созданные под руководством Аркадия Швецова
В 1934—1953 годах под руководством А. Д. Швецова создано семейство поршневых двигателей воздушного охлаждения:
- М-25 — 1934
- АШ(М)-62 — 1939
- М-63 — 1939
- АШ(М)-82 — 1941
- АШ(М)-82Ф — 1942
- АШ(М)-82ФН — 1943
- М-71 — 1942
- АШ-73 — 1945
- АШ-21 — 1946
- АШ-2ТК — 28-цилиндровый, 4-х рядный мощностью 4000 л. с.
- АШ-2К — комбинированный турбинно-поршневой двигатель мощностью 4500 л. с.

## Награды и премии
- Герой Социалистического Труда (22 января 1942)
- пять орденов Ленина (1936, 22 января 1942, 1945, 1949, 1952)
- орден Кутузова I степени
- орден Суворова II степени
- орден Трудового Красного Знамени
- медаль «За победу над Германией в Великой Отечественной войне 1941-1945 гг.»
- медаль «За доблестный труд в Великой Отечественной войне 1941—1945 гг.»
- Сталинская премия I степени (10 апреля 1942) — за разработку новой конструкции авиационного мотора
- Сталинская премия I степени (1943) — за создание нового образца авиационного мотора
- Сталинская премия II степени (1946) — за создание нового образца авиационного мотора
- Сталинская премия (1948[2])

## Память
Именем Швецова названы Авиационный техникум и улица в Перми. На родине конструктора, в городе Нижние Серги, установлен памятник.